# Euscelidia notialis
Euscelidia notialis là một loài ruồi trong họ Asilidae. Euscelidia notialis được Dikow miêu tả năm 2003. Loài này phân bố ở vùng nhiệt đới châu Phi.